# Estación de Abando (Metro de Bilbao)
Abando es una estación subterránea del Metro de Bilbao situada en la plaza Circular, en el céntrico barrio bilbaíno de Abando, e inaugurada el 11 de noviembre de 1995. Conecta por una de sus salidas con la estación de Adif. Es una de las estaciones más concurrida de toda la red del Metro de Bilbao, con unos datos interanuales de 5.948.390 viajeros (2013).

## Accesos
- C/ Gran Vía, 1; plaza Circular (salida Gran Vía/Plaza Circular)
- Vestíbulo de la estación de Abando Indalecio Prieto (salida Abando - Renfe)
- C/ Berastegi, 1 (salida Berastegi)
- C/ Gran Vía, 1 (salida Berastegi)

### Accesos nocturnos
- C/ Gran Vía, 1; plaza Circular (salida Gran Vía/Plaza Circular)
- C/ Gran Vía, 1 (salida Berastegi)

## Galería de imágenes

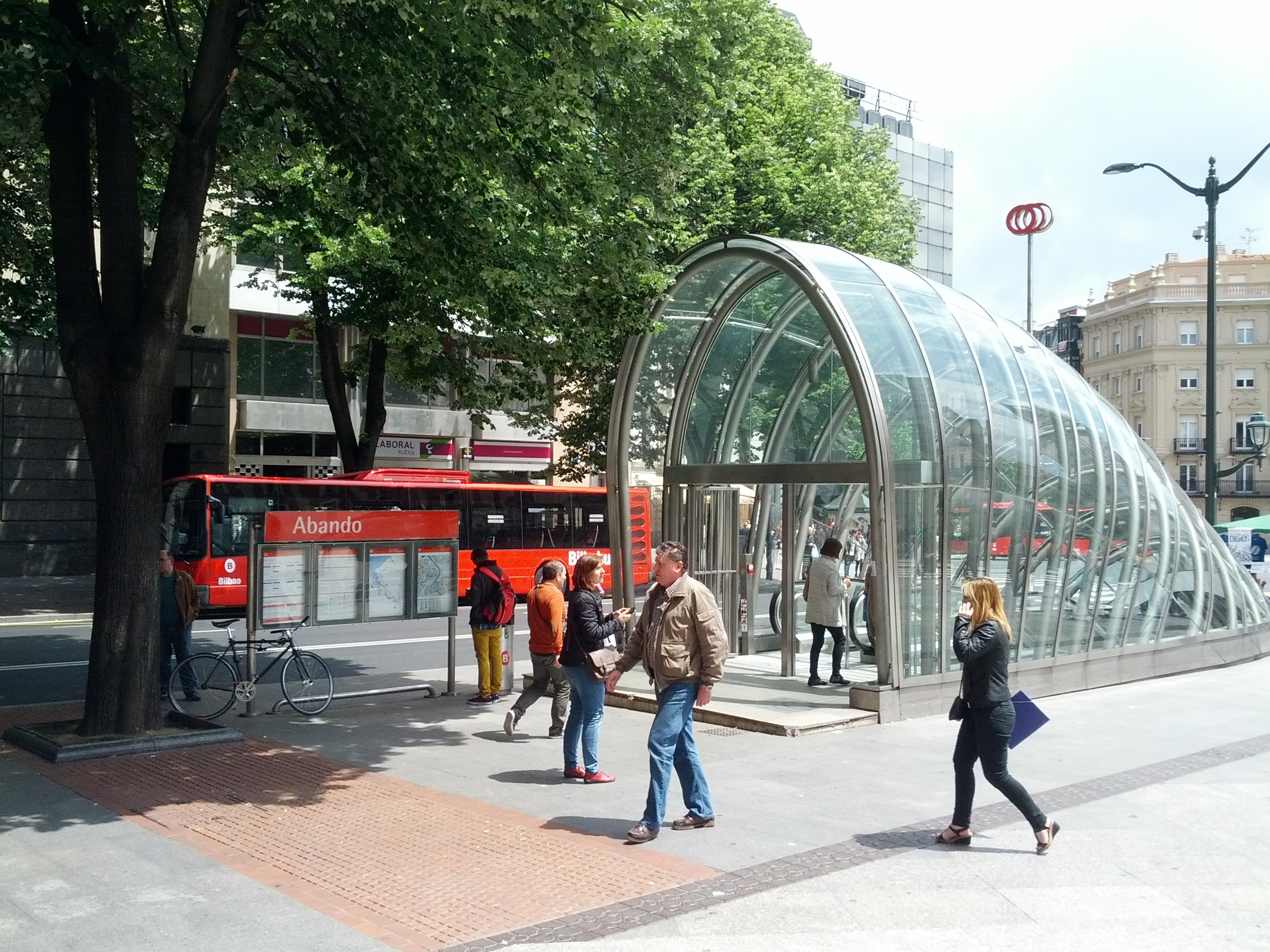
Fosterito de la entrada Plaza Circular
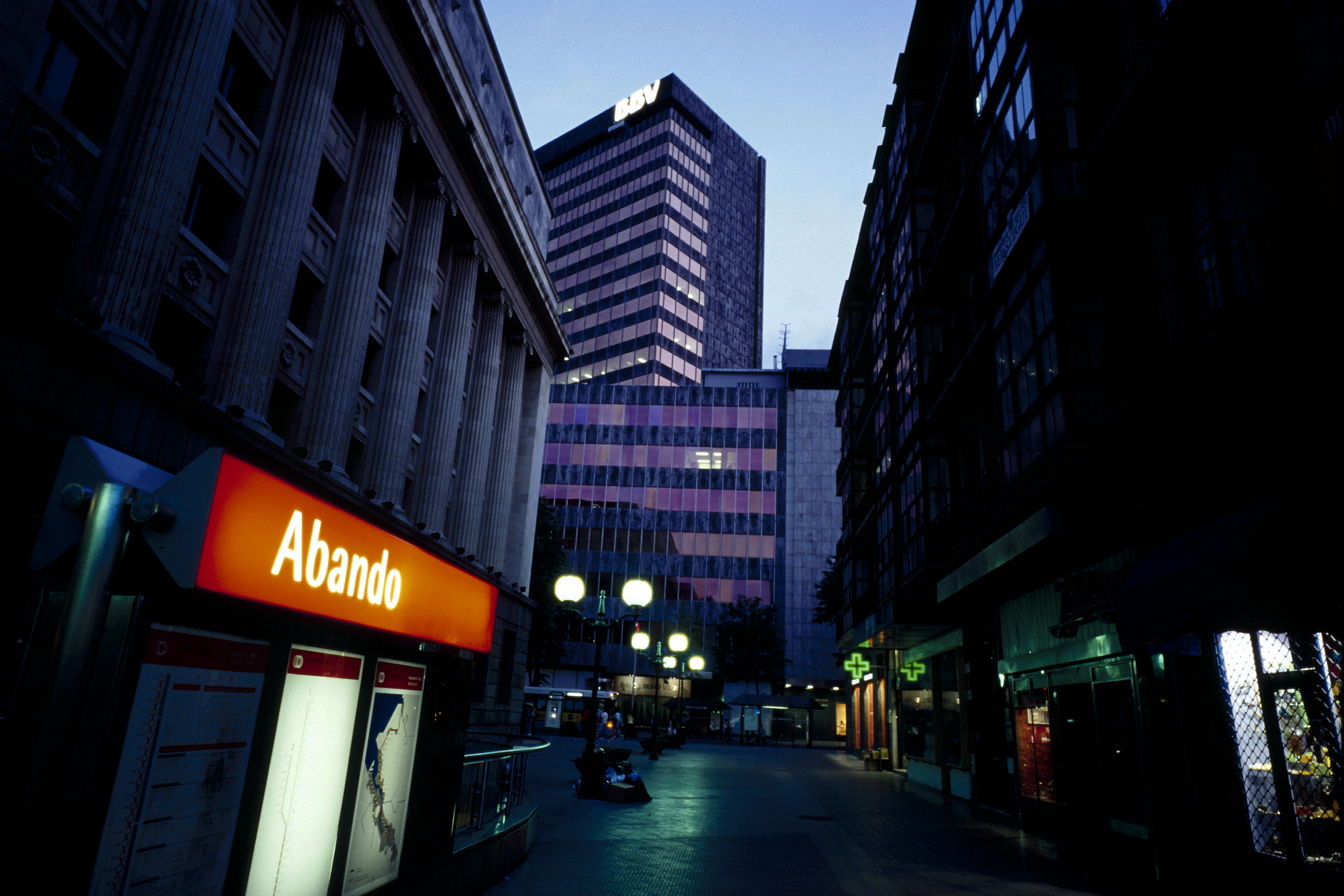
Entrada Berastegi
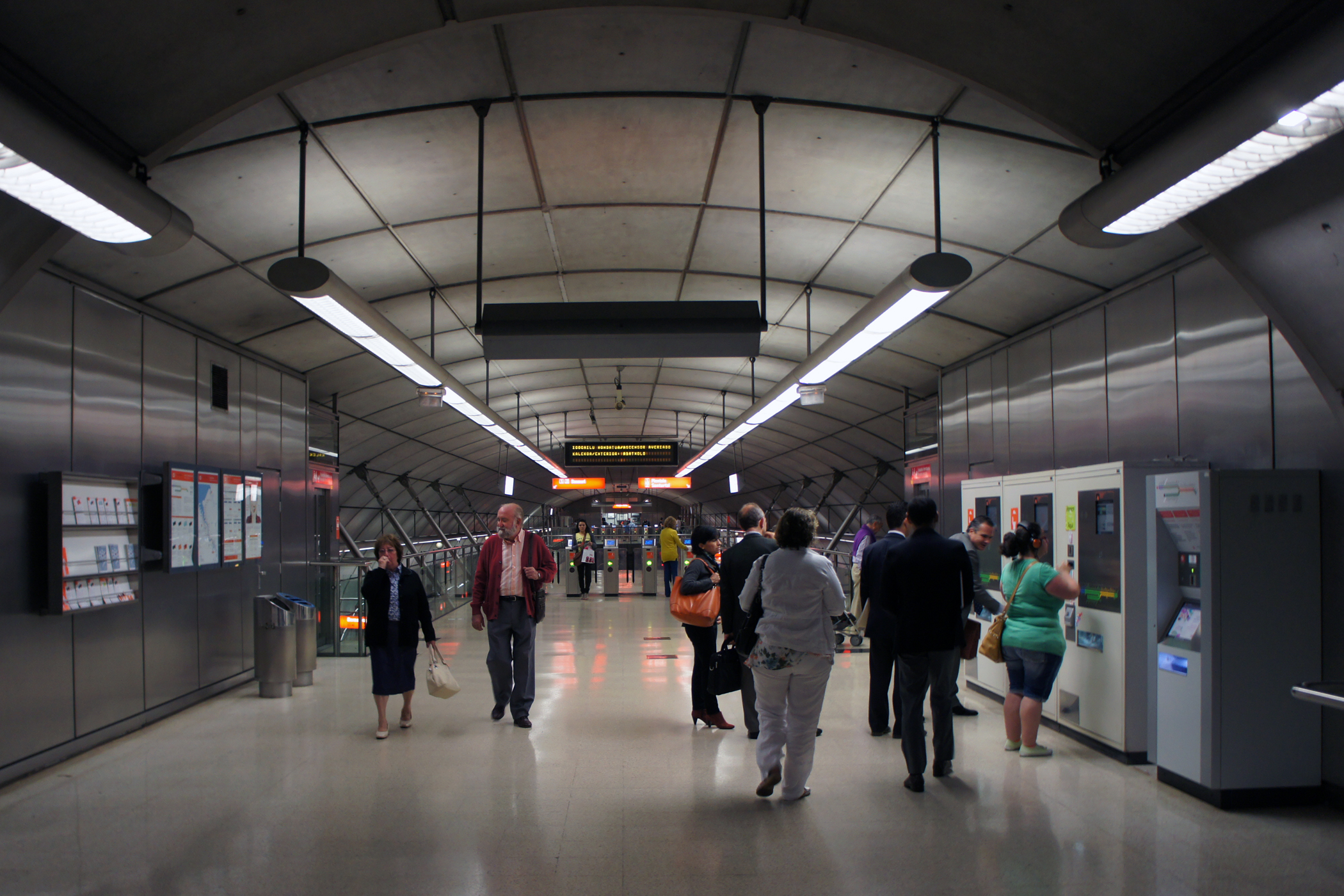
Interior de la estación de metro